# Aéroport de Tanger-Ibn Battouta
L'aéroport de Tanger-Ibn Battouta (code IATA : TNG • code OACI : GMTT), ainsi nommé en hommage au grand voyageur Ibn Battûta (1304-1377), est un aéroport international situé à Boukhalef, à 10 km au sud de Tanger, et le 5e aéroport du Maroc avec 1 353 860 passagers en 2019.
L'aéroport est une base pour la Royal Air Maroc , Air Arabia Maroc et Ryanair depuis juillet 2024.

## Situation

### Carte des aéroports du Maroc
| \| 100 km1:10 004 000 \| Ouezzane Agadir Al Hoceima Meknès Béni Mellal Bouarfa Casablanca-Tit Mellil Casablanca-Mohammed V Errachidia Essaouira Fès Guelmim Ifrane Kénitra Khouribga Marrakech Nador Ouarzazate Oujda Rabat-Salé Tanger Zagora Tan-Tan Tarfaya Tétouan Benslimane Sidi Slimane Inezgane Ben Guerir Taroudant Taza |
| 100 km1:10 004 000 |

## Infrastructures et équipements

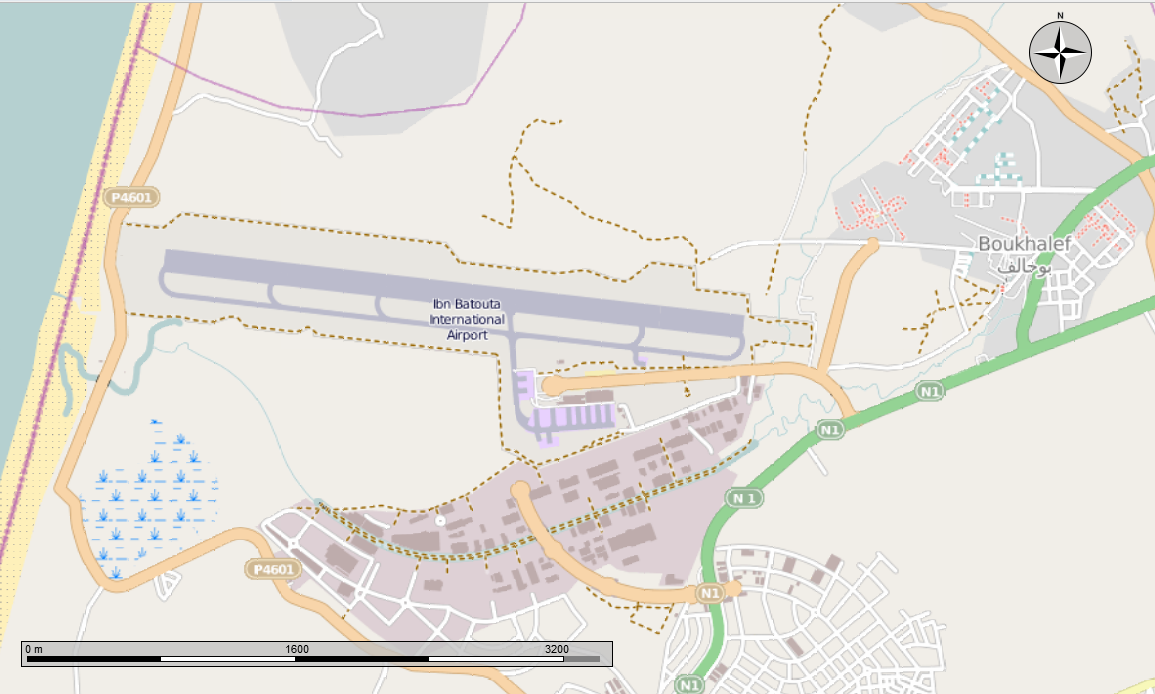
Carte de l'aéroport.

Le terminal de l'aéroport a été complètement rénové. Inauguré en juillet 2008 et d'une superficie de 12 000 m2, il offre une capacité d’accueil d'un million de passagers par an.

## Accès à l'aéroport

### Par route
L'aéroport est accessible par la N1 ( Aéroport Ibn Battouta) qui débouche vers A501 puis A5

### Par taxi
La station de taxis se trouve à la sortie du terminal, le trajet vers le centre-ville de Tanger dure 20 minutes pour un prix de 100 MAD (tarif de jour).

### Tramway
Une ligne de Tramway est en projet pour bientôt (sûrement après 2025).

## Compagnies et destinations
| Compagnies              | Destinations |
| ----------------------- | --- |
| Air Arabia Maroc        | - Agadir-Al Massira, - Amsterdam, - Barcelone-El Prat, - Bilbao, - Bruxelles-National, - Istanbul-S. Gökçen, - Londres-Gatwick, - Lyon-Saint-Exupéry, - Madrid-Barajas, - Nador, - Paris-Charles de Gaulle, - Valence En saison : Cologne/Bonn-K. Adenauer, Montpellier-Méditerranée, Palma de Majorque |
| Air Cairo               | Le Caire |
| Air France              | En saison : Paris-Charles de Gaulle |
| Alexandria Airlines     | En saison charter : Charm el-Cheikh |
| Binter Canarias         | En saison : Las Palmas/Gran Canaria |
| Brussels Airlines       | En saison : Bruxelles-National |
| Eurowings               | En saison : Cologne/Bonn-K. Adenauer, Düsseldorf |
| Iberia                  | Madrid-Barajas, Malaga-Costa del Sol |
| Royal Air Maroc         | Amsterdam, Bruxelles-National, Istanbul, Paris-Orly En saison: Barcelone-El Prat, Londres-Gatwick, Madrid-Barajas |
| Royal Air Maroc Express | Al Hoceïma-Cherif Al Idrissi, Casablanca-Mohammed-V |
| Ryanair                 | - Bergame-Orio al Serio, - Charleroi Bruxelles-Sud, - Londres-Stansted, - Madrid-Barajas, - Malaga-Costa del Sol, - Marseille-Provence, - Paris-Beauvais, - Rome - G. B. Pastine (Ciampino), - Séville-San Pablo, - Toulouse-Blagnac, - Valence, - Weeze                                                |
| TAP Air Portugal        | En saison : Lisbonne-H. Delgado |
| Transavia               | En saison : Rotterdam-La Haye |
| Transavia France        | En saison : Paris-Orly |
| TUI fly Belgium         | En saison: Anvers, Bruxelles-National, Charleroi Bruxelles-Sud, Liège-Bierset |
| Vueling                 | Barcelone-El Prat, Paris-Orly |

Actualisé le 30/05/2021  Actualisé le 5/07/2023
La compagnie Easyjet opérait jusqu'en 2013 deux lignes au départ de Tanger : Madrid et Paris-CDG. Transavia quant à elle, opérait en 2011/2012 les lignes Paris-Tanger et Amsterdam-Tanger.
Les autorités de l'aéroport de Tanger sont actuellement en discussions avec plusieurs compagnies aériennes telles que Transavia, Easyjet pour ouvrir de nouvelles lignes[réf. nécessaire].
Turkish Airlines a annoncé le 10 avril 2016 vouloir lancer en 2018 une ligne Istanbul-Tanger.

## Statistiques
Pour l’exercice de l'année 2016, l'aéroport de Tanger est classé 6e aéroport le plus fréquenté au Maroc.
Le graphique qui aurait dû être présenté ici ne peut pas être affiché car il utilise l'ancienne extension Graph, désactivée pour des questions de sécurité. Des indications pour créer un nouveau graphique avec la nouvelle extension Chart sont disponibles ici.

Voir la requête brute et les sources sur Wikidata.